# Davy Lake
Davy Lake är en sjö i Kanada.   Den ligger i provinsen Saskatchewan, i den centrala delen av landet, 2 600 km nordväst om huvudstaden Ottawa. Davy Lake ligger 341 meter över havet. Arean är 108 kvadratkilometer. Den sträcker sig 17,6 kilometer i nord-sydlig riktning, och 18,7 kilometer i öst-västlig riktning.
Trakten runt Davy Lake är nära nog obefolkad, med mindre än två invånare per kvadratkilometer.